# فرانتس شیک
فرانتس شیک (انگلیسی: Franz Schick؛ زادهٔ ۲۲ ژوئن ۱۹۶۰) بازیکن فوتبال اهل آلمان است.
از باشگاه‌هایی که در آن بازی کرده‌است می‌توان به باشگاه فوتبال بوخوم و باشگاه فوتبال مونیخ ۱۸۶۰ اشاره کرد.